# CAN flash
Un CAN Flash (aussi appelé CAN parallèle) est un convertisseur analogique-numérique qui utilise une échelle de tension linéaire.